# Django 2 - Il grande ritorno
Django 2 - Il grande ritorno (no Brasil: Django - A Volta do Vingador) é um filme italiano do gênero spaghetti western lançado em 1987. É a única sequência oficial de Django (1966) (que foi seguido por muitos filmes "não oficiais").

## Sinopse
Django se aposentou da vida de pistoleiro após 21 anos em um convento na América do Sul, sendo conhecido por todos como Irmão Ignacio. Um dia, porém, ele recebe uma visitante inesperada que traz uma má notícia: sua filha Marisol (que até pouco tempo ele não sabia de sua existência) foi raptada pelo cruel príncipe húngaro Orlowsky, apelidado de "O Diabo" por sua crueldade, e, com a ajuda de seu barco bem armado e um punhado de soldados e bandidos locais, escraviza homens para sua mina de prata e vende as mulheres para bordeis.
Django, então vai em busca do barco, mas é capturado, sadicamente torturado, e levado à mina como escravo. Com a ajuda do professor Gunn, consegue escapar e promete libertar todos da escravidão. Então, não hesita em cavar sua famosa metralhadora de um túmulo em que está escrito "Django". A partir dai, conhece um jovem indiano que se torna seu "ombro" direito. Ele descobre que sua filha, juntamente com as outras jovens, estão localizadas em um bordel na cidade de Vila Hermosa. Levando sua metralhadora escondida em um carro funerário, liberta as meninas, mas descobre que Marisol continua no barco de Orlowsky.
O ataque contra o barco acaba se transformando em uma armadilha mortal para o Django, que é capturado, amarrado e deixado para morrer no sol com o pequeno índio e Marisol. Mas devido à traição de uma das amantes de Orlowsky, que acaba matando sua rival, ela o liberta e o arrasta para a cabine do crime, de tal forma que ele seja o acusado do assassinato, mas enquanto a mulher está prestes a atirar em Django, o pequeno índio intervém e o salva. Nesse ponto, sua vingança começa: ele acaba com o barco e com a ajuda de seu fiel amigo Gunn, acaba matando todos os homens de Orlowsky, depois, o próprio príncipe é morto pelos escravos libertos.
Cumprida a sua vingança, Django deixa Marisol, o jovem índio e sua irmã Dolores numa tribo, e vai em busca de pessoas que precisam de sua ajuda, prometendo que um dia ele irá voltar.

## Produção
O projeto nasceu em paralelo com Tex e il signore degli abissi, de Duccio Tessari, na tentativa de um renascimento comercial do cinema italiano. Depois do fracasso comercial de Tex, Sergio Corbucci, que inicialmente aceitou a direção da sequela e que tinha acabado de escrever a história do filme, eventualmente se recusou a filmar.
Foi filmado na Colômbia. Ele representa a última aparição de Christopher Connelly, que morreu de câncer no ano seguinte.

## Elenco
- Franco Nero — Django
- Donald Pleasence — Gunn
- Christopher Connelly — 'El Diablo' Orlowsky
- Licinia Lentini (com o nome de Licia Lee Lyon) — Condessa
- William Berger — Velho
- Roberto Posse
- Alessandro Di Chio
- Rodrigo Obregón
- Micky
- Bill Moore
- Consuelo Reina — Dona Gabriela